# Mistrzostwa Świata w Strzelaniu do Rzutków 1979
Mistrzostwa Świata w Strzelaniu do Rzutków 1979 – czternaste mistrzostwa świata w strzelaniu tylko do rzutków. Rozegrano je we włoskim Montecatini.
Przeprowadzono wówczas cztery konkurencje dla mężczyzn i tyleż samo konkurencji żeńskich. W klasyfikacji medalowej zwyciężyli reprezentanci ZSRR przed gospodarzami.

## Klasyfikacja medalowa
Gospodarze mistrzostw
| Pozycja | Kraj              | Złoto | Srebro | Brąz | Łącznie |
| ------- | ----------------- | ----- | ------ | ---- | ------- |
| 1       | ZSRR              | 2     | 5      | 3    | 10      |
| 2       | Włochy            | 2     | 1      | 2    | 5       |
| 3       | Stany Zjednoczone | 1     | 1      | 1    | 3       |
| 4       | Francja           | 1     | 0      | 2    | 3       |
| 5       | Dania             | 1     | 0      | 0    | 1       |
| 5       | Kanada            | 1     | 0      | 0    | 1       |
| 7       | Szwecja           | 0     | 1      | 0    | 1       |

## Wyniki

### Mężczyźni
| Konkurencja      | Złoto                                                                                     | Wynik    | Srebro                                                                            | Wynik    | Brąz                                                                            | Wynik    |
| Skeet            | Ole Justesen                                                                              | 198 pkt. | Lars-Goran Karlsson                                                               | 198 pkt. | Tamaz Imnaiszwili                                                               | 197 pkt. |
| Skeet, drużynowo | Stany Zjednoczone · Joseph Clemmons · Matthew Dryke · John Satterwhite · Jeffrey Sizemore | 586 pkt. | ZSRR · Aleksandr Czerkasow · Tamaz Imnaiszwili · Timur Matojan · Aleksandr Skubak | 584 pkt. | Włochy · Lindo Dominici · Celso Giardini · Romano Garagnani · Giancarlo Mecocci | 583 pkt. |
| Trap             | Michel Carrega                                                                            | 194 pkt. | Aleksandr Asanow                                                                  | 193 pkt. | Angelo Giani                                                                    | 190 pkt. |
| Trap, drużynowo  | Włochy · Silvano Basagni · Alberto Carneroli · Angelo Giani · Luciano Giovannetti         | 568 pkt. | ZSRR · Aleksandr Asanow · Rustam Jambułatow · Siergiej Ochocki · Jurij Nikandrow  | 567 pkt. | Francja · Pierre Boutin · Christian Demarle · Bernard Blondeau · Michel Carrega | 563 pkt. |

### Kobiety
| Konkurencja      | Złoto                                                            | Wynik    | Srebro                                                    | Wynik    | Brąz                                                                   | Wynik    |
| Skeet            | Bianca Hansberg                                                  | 192 pkt. | Łarisa Gurwicz                                            | 191 pkt. | Swietłana Jakimowa                                                     | 191 pkt. |
| Skeet, drużynowo | ZSRR · Łarisa Gurwicz · Swietłana Jakimowa · Natalia Kuzmienko   | 417 pkt. | Stany Zjednoczone · Terry Bankey · Joan Elkins · Ila Hill | 395 pkt. | Francja · Jeanne Blot · Martine Delbes · Daniele Lesprit               | 362 pkt. |
| Trap             | Susan Nattrass                                                   | 189 pkt. | Julia Kliekowa                                            | 185 pkt. | Łarisa Tuszkina                                                        | 176 pkt. |
| Trap, drużynowo  | ZSRR · Walentina Chliebnikowa · Julia Kliekowa · Łarisa Tuszkina | 394 pkt. | Włochy · Bina Avrile · Wanda Gentiletti · Elda Rolandi    | 378 pkt. | Stany Zjednoczone · Connie Hoyle · Valeria Johnson · Frances Strodtman | 367 pkt. |